# Reneilwe Letsholonyane
Reneilwe Letsholonyane, né le 9 juin 1982 à Soweto, est un footballeur international sud-africain. Il évolue actuellement aux Supersport United FC dans le championnat national sud-africain au poste de milieu de terrain.
Il fait partie des 23 joueurs sud-africains sélectionnés pour participer à la coupe du monde 2010.

## But international
| # | Date        | Lieu                        | Adversaire | Score | Compétition  |
| - | ----------- | --------------------------- | ---------- | ----- | ------------ |
| 1 | 30 mai 2010 | Pietersburg, Afrique du Sud | Guatemala  | 5-0   | Match amical |

## Palmarès
- Championnat d'Afrique du Sud en 2013 et 2015
- Coupe d'Afrique du Sud en 2017